# Topoľčany
Topoľčany (prononciation slovaque : [ˈtɔpɔʎt͡ʃani], avant 1920 : Veľké Topoľčany ; allemand : (Groß)topoltschan ; hongrois : Nagytapolcsány [ˈnɒɟtɒpolt͡ʃaːɲ]) est une ville de la région de Nitra en Slovaquie. Sa population était de 26 629 habitants au 31 décembre 2013. Les habitants sont surnommés Žochári (Žochár au singulier).

## Géographie

### Situation

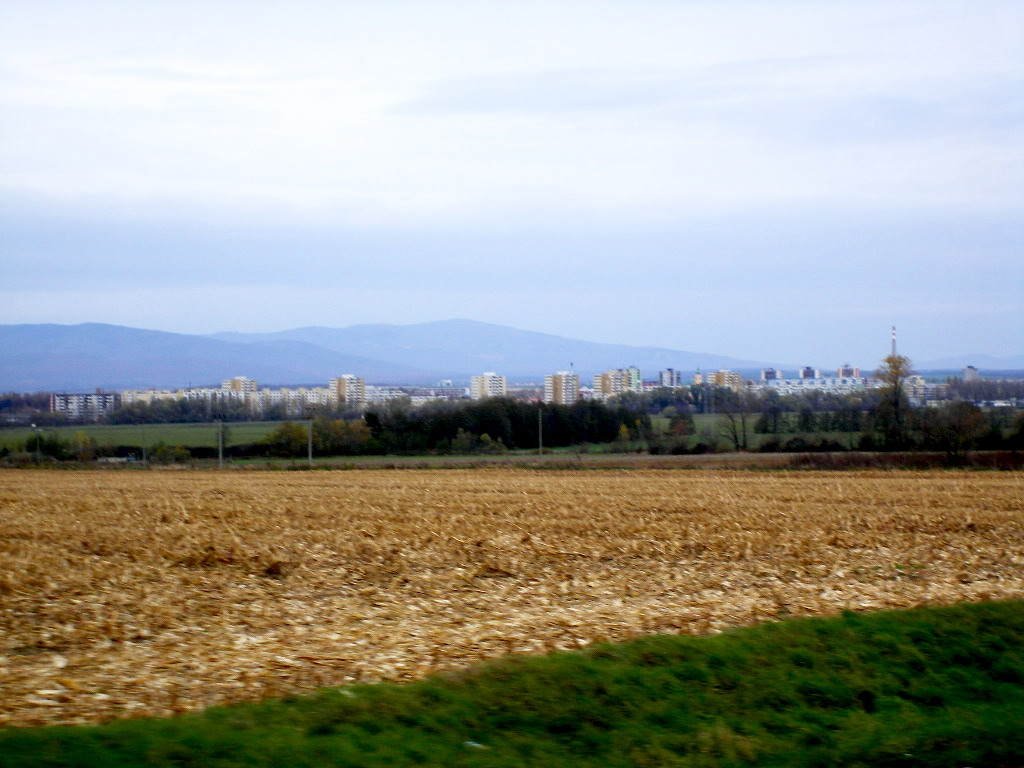
Paysage autour de Topoľčany

Topoľčany se situe dans la vallée de la Nitra, entre les monts Tribeč au sud-est et Považský Inovec au nord-ouest. Les villes importantes les plus proches sont Partizánske (16 km au nord-est) et Nitra (30 km au sud).

### Communes limitrophes
Topoľčany est limitrophe de dix communes, qui sont toutes des communes rurales (Topoľčany est d’ailleurs la seule ville de son district).
| Jacovce, Prašice | Norovce           | Solčianky, Krušovce |
| Tovarníky        | Topoľčany         | Práznovce           |
| Nemčice          | Nitrianska Streda | Solčany             |

## Toponymie
Le nom Topoľčany serait dérivé de topoľ, « peuplier » en slovaque. Des bosquets de peupliers étaient autrefois abondants sur les rives de la rivière Nitra. Des études récentes montrent que le nom serait en réalité dérivé du vieux-slave topol signifiant « chaud, brûlant », en souvenir des sources d’eau chaude en usage durant la période médiévale[réf. nécessaire].
Le gentilé est Topoľčanec (Topoľčianka au féminin) et l’adjectif correspondant est topoľčiansky.

## Histoire
La première mention écrite du village date de 1173.
La communauté juive comptait 3 200 membres avant la Seconde Guerre mondiale, seul 550 Juifs survivent à la Shoah.
Le 24 septembre 1945, la ville est le lieu d’un pogrom visant les survivants de la Shoah : le pogrom de Topoľčany. Lors de cette flambée de violences antisémites, 48 personnes sont blessées, à commencer par un médecin juif qui vaccinait les enfants et qui est roué de coups.

## Population
| Année:               | 1994.  | 2004.    | 2014.   | 2024.   |
| -------------------- | ------ | -------- | ------- | ------- |
| Nombre de personnes: | 32 156 | 28 728   | 26 421  | 23 985  |
| Différence:          |        | -10,66 % | -8,03 % | -9,21 % |

| Année:               | 2023.  | 2024.   |
| -------------------- | ------ | ------- |
| Nombre de personnes: | 24 086 | 23 985  |
| Différence:          |        | -0,41 % |

La population de Topoľčany est estimée à 26 629 habitants (au 31 décembre 2013), dont 12 835 hommes (48,2 %) et 13 794 femmes (51,8 %).

### Ethnies
La grande majorité de la population de Topoľčany est slovaque : 24 930 personnes, soit 91,3 % des habitants (97,7 % de ceux qui ont déclaré leur ethnie au recensement de 2011).
| Ethnie      | Nombre | Pourcentage |
| ----------- | ------ | ----------- |
| Slovaques   | 24 930 | 97,7 %      |
| Hongrois    | 241    | 0,9 %       |
| Tchèques    | 155    | 0,6 %       |
| Roms        | 29     | 0,1 %       |
| Ukrainiens  | 15     | 0,1 %       |
| Autres      | 140    | 0,5 %       |
| Non précisé | 1 667  | —           |

## Célébrités
- Robert Büchler (1929-2009), historien de la Shoah
- Robert Fico (né en 1964), Premier ministre slovaque
- Jakub Minárik (né en 2002), joueur slovaque de hockey sur glace.
- Miroslav Šatan (né en 1974), joueur de hockey
- Ľubomír Višňovský (né 1976), joueur de hockey
- Rudolf Vrba (1924-2006), professeur et évadé d’Auschwitz

## Jumelages
Topoľčany est jumelée avec neuf villes d’Europe.
- Artern (Allemagne)
- Einbeck (Allemagne)
- Hlohovec (Slovaquie)
- Jászberény (Hongrie)
- Levice (Slovaquie)
- Luhačovice (Tchéquie)
- Mazingarbe (France)
- Prilep (Macédoine)
- Rybnik (Pologne)

## Galerie

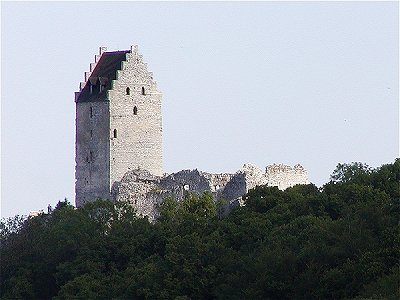
Château de Topoľčany (en réalité situé à Podhradie)